# Monodelphis gardneri
Monodelphis gardneri és una espècie de didelfimorf de la família dels opòssums (Didelphidae). És endèmic dels boscos montans dels vessants orientals dels Andes al centre i sud del Perú. És un opòssum de mida petita, amb una llargada de cap a gropa de 76–100 mm i una cua de 42,5–53 mm. Com que fou descoberta fa poc, l'estat de conservació d'aquesta espècie encara no ha estat avaluat formalment.